# 韦师
韦师（？—？），一名仁师，字公颖，京兆郡杜陵县（今陕西省西安市长安区）人，出自京兆韦氏平齐公房，北周、隋朝官员。

## 生平
韦师的父亲韦瑱是北周骠骑大将军。韦师少年深沉谨慎，有天赋卓绝的品性。韦师初次就学，开始读《孝经》，放下书本感慨说：“礼教的最高境界，大概就在这里吧！”韦师年轻时遭逢父母的丧事，守丧时完全依照礼节，州中称赞他的孝行。韦师长大后略微读了一些经籍史书，尤其擅长骑马射箭。韦师为北周大冢宰宇文护引荐，以中外府记室为起家官，又转任宾曹参军。韦师熟知边疆各少数民族以及山川形势，一有少数民族使者前来朝贡，一定派韦师接待，谈论起使者所在之处的风俗，好像手掌中早有记载。使者惊讶佩服，没有敢隐瞒的。齐王宇文宪出任雍州牧时，引荐韦师担任主簿，原职如故。等到周武帝宇文邕亲自执掌朝政，韦师转任少府大夫。等到平定北齐，周武帝诏令韦师安抚崤山以东地区，韦师升任宾部大夫。建德末年，韦师担任蒲州总管府中郎，代理河东郡太守。
隋文帝杨坚接受禅让后，韦师出任吏部侍郎，获赐爵井陉侯，食邑五百户。几年后，韦师升任河北道行台兵部尚书，因为上奏论事称合旨意，获得赐钱三百万，又兼任晋王杨广司马。韦师的族人韦世康当时担任吏部尚书，与韦师一向怀有争胜负的心思。当时晋王杨广出任雍州牧，幕府中广纳名门望族，以司空杨雄、尚书左仆射高颎都担任州都，任用韦师为主簿，而韦世康的弟弟韦世约担任法曹从事。韦世康气愤得不能进食，对于韦世约在韦师位下感到耻辱，把韦世约叫来训斥说：“你怎么当了个从事？”于是韦世康杖打了韦世约。
开皇七年二月壬申（587年4月10日），韦师跟随隋文帝巡幸醴泉宫，隋文帝召来韦师和左仆射高颎、上柱国韩擒虎等人，在卧室内赐设宴席，命令他们各自讲述往事，以取笑逗乐。隋灭陈之战，韦师以本官身份兼任元帅掾，南陈国库中的府库宝藏，全交给韦师管理，韦师秋毫无犯，清廉之名大受称赞。后来隋文帝为长宁王杨俨娶韦师的女儿为王妃，韦师出任汴州刺史，很有政绩。韦师在汴州刺史任内去世，谥号定。儿子韦德政继承爵位，大业年间官至给事郎。

## 家庭

### 兄弟
- 韦峻，北周车骑大将军、仪同三司、平齐县公

### 子女
- 韦德政，隋朝给事郎、井陉侯
- 韦德蒨，唐朝正议大夫、梓州别驾、阆州刺史[1]

## 延伸阅读
[在维基数据编辑]
 《隋書·卷46》，出自魏徵《隋书》